# Carcinops salome
Carcinops salome är en skalbaggsart som beskrevs av Heinrich Bickhardt 1921. Carcinops salome ingår i släktet Carcinops och familjen stumpbaggar. Inga underarter finns listade i Catalogue of Life.